# Kościół Panny Marii Zwycięskiej w Pradze
Kościół Panny Marii Zwycięskiej w Pradze (czes. Kostel Panny Marie Vítězné) – zabytkowy kościół praski na Małej Stranie. Zbudowany przez niemieckich luteranów pod wezwaniem Trójcy Świętej w latach 1611-1613. Po zwycięstwie katolików na Białej Górze, w 1624 r. świątynia przeszła w ręce sprowadzonych z habsburskiej Hiszpanii karmelitów bosych. Aktualny wygląd zewnętrzny pochodzi z roku 1644, natomiast wystrój wnętrza z początku XVIII w. 

## Figurka Praskiego Dzieciątka Jezus

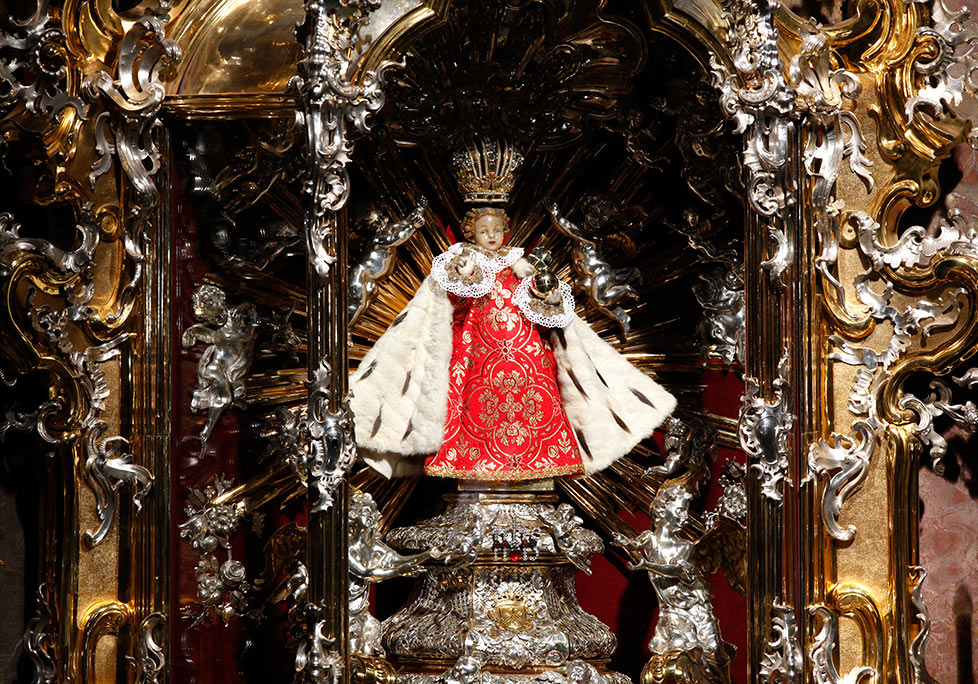
Praskie Dzieciątko Jezus

W kościele – na ołtarzu, na prawo od nawy głównej – znajduje się mierząca 47 cm wysokości figurka tzw. Praskiego Dzieciątka Jezus. Woskową figurkę podarowała karmelitom w 1628 roku bogata szlachcianka Poliksena z Lobkovic. Figurka jest przebierana w szaty, których barwa odpowiada danemu okresowi w kalendarzu liturgicznym. 
26 września 2009 kościół odwiedził papież Benedykt XVI.